# Andrena barberi
Andrena barberi là một loài Hymenoptera trong họ Andrenidae. Loài này được Cockerell mô tả khoa học năm 1898.